# 신데렐라 2
《신데렐라 2》(영어: Cinderella II: Dreams Come True)는 2002년 비디오 영화로 출시된 미국의 뮤지컬 판타지 애니메이션 영화로, 1950년작 디즈니 애니메이션 《신데렐라 》의 후속편이다.

## 줄거리
신데렐라가 왕궁에 들어간 뒤의 이야기. 신데렐라의 친구 쥐들은 요정 대모가 읽어주는 신데렐라 이야기를 즐겁게 듣고, 그 뒷이야기가 더 없는 것에 실망한다. 대모는 생쥐들에게 직접 뒷이야기를 책으로 만들어보라고 조언한다. 자크와 거스, 메리의 주도로 다음의 세 일화가 시작된다.
첫 번째 이야기. 막 신혼여행에서 돌아온 신데렐라는 왕자비로서 직접 파티를 주최해야 하는 처지에 놓인다. 서민의 삶을 살았던 신데렐라는 직접 식사를 준비하거나, 평민들과 어울리려는 모습을 보이나, 시녀장 프루던스는 엄격한 법도를 따를 것을 주장하며 신데렐라를 막는다. 신데렐라는 고민에 빠지지만, 곧 자기 자신의 방식으로 해나가기로 결정하고 자유로운 분위기의 파티를 연다. 파티에 참석한 국왕은 그 분위기에 처음에는 경악하지만 파티를 즐기게 된다. 프루던스도 신데렐라의 방식을 이해하게 된다.
두 번째 이야기. 자크는 예전처럼 신데렐라를 돕고 싶어하지만, 조그마한 생쥐의 몸으로는 할 수 있는 것이 없었다. 그래서 요정 대모의 도움으로 인간의 몸이 된 자크는 신데렐라를 도와 놀이동산에서의 파티를 조성하기로 한다. 하지만 고양이 팜팜의 의심과 백작부인의 구애에 시달리고, 그만 국왕이 탄 코끼리를 자극함으로써 현장은 엉망이 된다. 자크는 대모를 만나 다시 본연의 생쥐 모습으로 돌아가서 코끼리를 겁주고 파티를 다시 즐겁게 만든다.
세 번째 이야기. 신데렐라의 둘째언니 아나스타샤는 마을 빵집 청년과 사랑에 빠지지만, 트리메인 부인이 둘의 사이를 강경하게 반대한다. 이를 알게 된 신데렐라는 언니의 사랑을 돕기로 한다. 신데렐라는 아나스타샤를 한껏 꾸며주고, 남에게 친절하게 대하며 자신의 인생을 살라며 조언한다. 다음날 아나스타샤와 빵집 청년은 처음에는 엇갈리지만 마침내 둘의 사랑을 확인한다. 뒤늦게 나타난 트리메인 부인에게 아나스타샤는 똑바로 자기 의견을 말한다. 그날 왕궁 무도회에서 아나스타샤는 신데렐라에게 감사를 표한다.
책이 완성되자 생쥐들은 신데렐라에게 가져가고, 신데렐라는 난로 옆에서 그 책을 읽어주기 시작하며 영화가 끝이 난다.

## 성우진
| 배역                 | 영어 성우              | 한국어 성우 |
| -------------------- | ---------------------- | ----------- |
| 신데렐라             | 제니퍼 헤일            | 서혜정      |
| 자크                 | 롭 폴슨                | 한호웅      |
| 거스                 | 코리 버튼              | 서문석      |
| 요정 대모            | 루시 테일러            | 박민아      |
| 아나스타샤           | 트레스 맥닐            | 이현선      |
| 트리메인 부인        | 수잰 블레이크슬리      | 성선녀      |
| 왕자                 | 크리스토퍼 대니얼 반스 | 손원일      |
| 왕                   | 안드레 스토이카        | 장승길      |
| 공작                 | 롭 폴슨                | 이윤선      |
| 드리젤라             | 루시 테일러            | 이진화      |
| 프루던스             | 홀랜드 테일러          | 김혜미      |
| 메리                 | 루시 테일러            | 이현선      |
| 빵집 청년            | 롭 폴슨                | 서문석      |
| 비어트리스           | 루시 테일러            | 임수아      |
| 대프니               | 루시 테일러            | 임은정      |
| 백작부인             | 루시 테일러            | 성선녀      |
| 루시퍼, 팜팜, 브루노 | 프랭크 웰커            | -           |

## 음악
1. "Put It Together" (Bibbidi Bobbidi Boo)
2. "Follow Your Heart"
3. "The World Is Looking Up To You"
4. "It's What's Inside That Counts"
5. "A Dream Is A Wish Your Heart Makes"